# شهرستان پوکوهانتس (آیووا)
شهرستان پوکوهانتس، آیووا (به انگلیسی: Pocahontas County, Iowa) شهرستانی در ایالات متحده آمریکا است که در آیووا واقع شده‌است.

## خصوصیات
شهرستان پوکوهانتس ۱٬۴۹۹٫۶۱ کیلومترمربع مساحت دارد.